# NGC 4317
NGC 4317 est une entrée du New General Catalogue qui concerne un corps céleste perdu, ou inexistant dans la constellation de la Chevelure de Bérénice. Cet objet a été enregistré par l'astronome germano-britannique William Herschel le 13 mars 1785.